# Battle of the Planets (album)
Battle of the Planets is het soundtrackalbum van de gelijknamige televisieserie die in Nederland bekendstaat als Strijd der planeten. De première was op 18 september 1978 en werd verzorgd door Silva Screen Records.

## Nummers
1. Themalied
2. Dramatic Curtain
3. Ready Room
4. Alien Trap
5. BP-Mysterioso 4 - BP-Mysterioso 3 - BP-Mysterioso 2
6. BP-Teenage Mysterioso
7. Love In The Afterburner
8. 7-Zark-7's Song - Zarks Theme Alt - Zark Disco
9. Keyops 1 - Robot Hijinks
10. Firefight
11. BP-Orion Cue #1 - Orion 4 - BP-Orion Runs
12. Alien Planet
13. Two Monsters - Star Fight
14. Alien Trouble - More Alien Trouble
15. Space On Fire
16. Phoenix Raising
17. BP-108
18. BP-101 Alt - The Robot's Dog
19. BP-Sneak-Up - BP-Bad Guys
20. Return To The Alien Planet
21. BP-600 - BP600 A
22. BP-101 - BP-106 - BP-107 - BP-2002
23. Come Out, Come Out
24. BP-105 - BP-2001
25. Melting Jets
26. BP-Dialogue - BP-2025 - BP-Mystrious - BP-2020 - BP-2002
27. The Chief Alien Shows Up - Victory
28. Main Title With Voice Over
29. Emblem G
30. Spectra Visions
31. Like The Phoenix
32. Coral Reef
33. Crescent Moon
34. Holding Up A Shad
35. Zoltar, Fastening The Armor
36. Fighter G
37. Red Illusion
38. The Earth Is Alone!
39. A Vow To The Sky
40. Countdown
41. Fighting Phoenix
42. Space Chase
43. BP-1 Zark's Theme
44. Alien Planet
45. BP-1000
46. Space Mummy Trailer
47. Space Serpent Trailer
48. The Ghost Ship Of Planet Mir Trailer
49. The Luminous One
50. G-Force Vs. Zoltar
51. 7-Zark-7 And Company
52. The Luminous One #2
53. Commander Mark, Jason
54. Princess, Tiny, Keyop
55. Battle Of The Planes 04 (Remix) - Spray
56. The Ballad Of 7 Zark 7 (Remix) - Spray